# FCM Dorohoi
Fotbal Club Municipal Dorohoi byl rumunský fotbalový klub sídlící v botoșanském městě Dorohoi. Založen byl v roce 2010, zanikl v roce 2015. Klubové barvy byly bílá, červená a modrá.
Své domácí zápasy odehrával na stadionu Municipal s kapacitou 2 000 diváků.

## Historické názvy
Zdroj: 
- 2010 – FCM Dorohoi (Fotbal Club Municipal Dorohoi)
- 2015 – zánik

## Umístění v jednotlivých sezonách
Zdroj: 
Legenda: Z – zápasy, V – výhry, R – remízy, P – porážky, VG – vstřelené góly, OG – obdržené góly, +/- – rozdíl skóre, B – body, červené podbarvení – sestup, zelené podbarvení – postup, světle fialové podbarvení – přesun do jiné soutěže
| Rumunsko (2010 – 2015) |                    |        |                                                             |                                                             |                                                             |                                                             |                                                             |                                                             |                                                             |                                                             |        |
| Sezóny                 | Liga               | Úroveň | Z                                                           | V                                                           | R                                                           | P                                                           | VG                                                          | OG                                                          | +/-                                                         | B                                                           | Pozice |
| 2010/11                | Liga IV – Botoșani | 4      | 24                                                          | 19                                                          | 3                                                           | 2                                                           | 75                                                          | 21                                                          | +54                                                         | 60                                                          | 2.     |
| 2011/12                | Liga III - Seria I | 3      | 28                                                          | 11                                                          | 7                                                           | 10                                                          | 38                                                          | 31                                                          | +7                                                          | 40                                                          | 8.     |
| 2012/13                | Liga III - Seria I | 3      | 22                                                          | 13                                                          | 3                                                           | 6                                                           | 40                                                          | 16                                                          | +24                                                         | 42                                                          | 2.     |
| 2014/15                | Liga III - Seria I | 3      | 20                                                          | 10                                                          | 6                                                           | 4                                                           | 36                                                          | 23                                                          | +13                                                         | 36                                                          | 2.     |
| 2014/15                | Liga II - Seria I  | 2      | 28                                                          | 9                                                           | 8                                                           | 11                                                          | 42                                                          | 47                                                          | -5                                                          | 35                                                          | 7.     |
| 2015/16                | Liga II - Seria I  | 2      | Klub se odhlásil v průběhu sezóny, výsledky byly anulovány. | Klub se odhlásil v průběhu sezóny, výsledky byly anulovány. | Klub se odhlásil v průběhu sezóny, výsledky byly anulovány. | Klub se odhlásil v průběhu sezóny, výsledky byly anulovány. | Klub se odhlásil v průběhu sezóny, výsledky byly anulovány. | Klub se odhlásil v průběhu sezóny, výsledky byly anulovány. | Klub se odhlásil v průběhu sezóny, výsledky byly anulovány. | Klub se odhlásil v průběhu sezóny, výsledky byly anulovány. | 14.    |